# كارلا شيلي
كارلا شيلي (بالإنجليزية: Carla Shelley)‏ هي منتجة أفلام بريطانية، ولدت في القرن العشرين.

## وصلات خارجية
- كارلا شيلي على موقع IMDb (الإنجليزية)
- كارلا شيلي على موقع قاعدة بيانات الفيلم (الإنجليزية)